# Dignitatis humanae
Dignitatis humanae (O důstojnosti lidské osoby) je deklarace II. vatikánského koncilu o náboženské svobodě. V souvislosti s deklarovaným záměrem koncilu „rozvinout učení posledních papežů o nedotknutelných právech lidské osoby a ústavním řádu společnosti“ Dignitatis humanae (DH) vyjadřuje podporu církve ochraně náboženské svobody. Stanovuje základní pravidla, podle nichž bude církev přistupovat k sekulárním státům.
Přijat byl v poměru 2308 proti 70 hlasům biskupů. Vyhlášen byl papežem Pavlem VI. dne 7. prosince 1965.
Dignitatis humanae se stal jedním z klíčových bodů sporu mezi Vatikánem a tradicionalistickými katolíky, jako byl arcibiskup Marcel Lefebvre, kteří tvrdili, že koncilní dokument je neslučitelný s předchozí autoritativně formulovanou katolickou naukou.

## Obsah
Tématem deklarace je právo osoby a skupin na společenskou a občanskou svobodu v oblasti náboženství. Deklarace je rozdělena na dvě hlavní části – Obecná nauka o náboženské svobodě a Náboženská svoboda ve světle zjevení. Církev si v této deklaraci připomíná svoji povinnost, ale také připomíná, že základním principem vztahu církve ke společnosti je respektování zásady svobody (článek 13).
Podíl na formulaci deklarace měl mj. kardinál Josef Beran. 20. září 1965 na koncilu vystoupil s projevem O svobodě svědomí, v němž odmítl hmotný nebo duševní nátlak, nutící jednat člověka proti jeho svědomí a žádal jasné a bezvýhradné vyhlášení zásady náboženské svobody. Tento požadavek odůvodnil historickou zkušeností (z období komunistického útlaku a z 15. a 17. století), kdy podle jeho názoru útisk svobody svědomí vedl k pokrytectví, lži a jiným mravním neřestem, vážně ohrožujícím víru.

## Pozadí

### Dřívější katolický pohled
Další informace: Modernismus (teologie) a Chyba nemá žádná práva
Historicky byla ideálem katolické politické organizace pevně provázaná struktura katolické církve a světských vládců, obecně známá jako křesťanstvo, přičemž katolická církev měla v politické struktuře přednostní postavení. V roce 1520 papež Lev X. v papežské bule Exsurge Domine odsoudil tvrzení, že „upalování kacířů je proti vůli Ducha svatého“, jako jeden z řady omylů, které byly „buď kacířské, pohoršlivé, falešné, urážející zbožné uši, nebo svádějící prostou mysl a odporující katolické pravdě“.

### Pozdně moderní předkoncilní učení
Po Francouzské revoluci se papežství ocitlo v ostrém střetu s liberalismem a revolučními myšlenkami: tvrdá antiklerikální opatření, jako byla občanská ústava duchovenstva, vyvolala u Svatého stolce ostré odsouzení. Magisterium bylo znepokojeno zejména nárůstem indiferentismu a relativismu a myšlenky náboženského pluralismu a svobody svědomí byly považovány za projev obojího a několik papežů je důrazně odmítlo.
Lev XIII., Pius XI. a Pius XII. sice opakovali tradiční katolické učení, ale zároveň tvrdili, že „každý člověk ve státě může následovat Boží vůli a z vědomí povinnosti a bez jakýchkoli překážek poslouchat jeho příkazy“ a že „zákony, které brání tomuto vyznání a praxi víry, jsou proti přirozenému právu“. Jan XXIII. rozlišoval mezi „bludem jako takovým“ a člověkem v bludu, který si zachovává svou důstojnost.

## II. vatikánský koncil a náboženská svoboda

### Třetí zasedání (1964)
Debata o samostatné deklaraci o náboženské svobodě se konala 23. – 25. září, jak slíbil papež Pavel o rok dříve. V říjnu však došlo ze strany kuriální strany k pokusu vrátit tuto deklaraci k přezkoumání zvláštní komisí, která obsahovala mnoho nepřátelských členů a byla mimo jurisdikci Papežské rady pro podporu jednoty křesťanů. Protest biskupů u papeže Pavla vedl k tomu, že deklarace zůstala pod Jednotou s jinou pracovní komisí, která ji přezkoumala a pozměnila.

### Čtvrté zasedání (1965)
Tento přepracovaný text schválil koncil 25. října, přičemž poté byly povoleny pouze drobné změny (včetně těch, které se Murraymu nelíbily). Konečné hlasování proběhlo a deklarace byla vyhlášena na konci koncilu 7. prosince 1965. Někteří tvrdí, že tato drtivá většina byla způsobena intenzivním lobbingem reformního křídla koncilních otců mezi těmi preláty, kteří měli původně výhrady nebo dokonce námitky.

## Tradicionalistická katolická recepce
Arcibiskup Marcel Lefebvre uvedl tento dokument jako jeden ze základních důvodů svých potíží s Druhým vatikánským koncilem. Zůstává středem útoků tradicionalistů i v 21. století. Stanovisko Vatikánu, že SSPX musí uznat Dignitatis humanae a Nostra aetate jako autoritativní, zůstává od dubna 2017 klíčovým bodem rozdílů mezi oběma stranami.
Společnost svatého Pia X. kritizovala, jak Dignitatis humanae přistupuje k náboženské svobodě s argumentem z historie:
Svatí nikdy neváhali rozbíjet modly, ničit jejich chrámy nebo vydávat zákony proti pohanským či kacířským praktikám. Církev - aniž by kdy kohokoli nutila k víře nebo křtu - vždy uznávala své právo a povinnost chránit víru svých dětí a bránit, kdykoli to bylo možné, veřejnému provozování a šíření falešných kultů. Přijmout učení II. vatikánského koncilu znamená připustit, že po dvě tisíciletí papežové, svatí, církevní otcové a doktoři, biskupové a katoličtí králové neustále porušovali přirozená práva lidí, aniž by si toho kdokoli v církvi všiml. Taková teze je stejně absurdní jako bezbožná.
K rozporům, které někteří vidí mezi Dignitatis humanae a Syllabem omylů papeže Pia IX., Brian Mullady uvedl, že:
náboženská svoboda, kterou Syllabus omylů odsuzuje, se vztahuje k náboženské svobodě z hlediska působení intelektu nebo svobody respektování pravdy; zatímco svoboda náboženství, kterou zaručuje a podporuje Dignitatis humanae, se vztahuje k náboženské svobodě z hlediska působení vůle v oblasti mravů. Jinými slovy, ti, kdo v těchto rozdílných výrazech spatřují změnu učení, se dopouštějí logického omylu jednotnosti pojmů. Výrazy „svoboda“ se vztahují ke dvěma velmi odlišným úkonům duše.

## Mezinárodní teologická komise, 2019
Papež František 21. března 2019 schválil zveřejnění dokumentu vypracovaného Mezinárodní teologickou komisí s názvem „Náboženská svoboda pro dobro všech: Teologický přístup k současným výzvám“. Dokument se pokouší aktualizovat Dignitatis humanae ve světle rostoucí rozmanitosti a sekularizace, kterou lze pozorovat od koncilu: „kulturní složitost dnešního občanského řádu“.